# Église Saint-Laurent de Falkenberg
L'église Saint-Laurent est l'église paroissiale de Falkenberg dans le diocèse de Göteborg, en Suède.

## Le bâtiment de l'église
L'église a probablement été construite pendant le XIVe siècle, puis agrandie au cours du XVe siècle ou du XVIe siècle. Elle a été brûlée pendant la Guerre nordique de Sept Ans qui a duré de 1563 à 1570. La couronne a accordé en 1586 aux paroissiens de Falkenberg le droit d'utiliser leurs droits de douane et d'accises pour reconstruire leur église. Une importante rénovation a été réalisée en 1668. Le plafond voûté date de 1739. La tour fut construite en 1787.
L'église a été désacralisée en 1892, quand une nouvelle église de la ville a été inaugurée. Au lieu de démolir l'ancienne église, elle a été transformée en gymnase scolaire. Elle a également été utilisée pour des concerts, des conférences, des films et comme stand de tir.
Lorsque l'école a reçu son propre gymnase, il a été décidé de restaurer l'église. La restauration a eu lieu en 1926-1928 avec Hakon Ahlberg comme architecte. Pendant les travaux, des fresques des années 1500 ont été retrouvées derrière le plâtre sur les murs. Lorsque les lambris dans le toit ont été enlevés, ont également été retrouvées les peintures exécutées en 1753-1754 par un artiste du nom de Linkmeyer. Le clocher a reçu de nouvelles cloches en 1935, après une collecte organisée par le journal local Falkenbergs Tidning.

## Équipement
En 1978, l'église a été pourvue d'une chaire, sculptée en frêne local par Tore Heby (sv), ainsi que d'un nouvel orgue de 17 voix, construit par Nils Hammarberg.

## Sources / Liens externes
- (sv) Église suédoise : Église St. Laurentius
- (sv) Anders Ljung, Ur Falkenbergs stads historia, Halmstad, 1945.